# Peter II. (Jugoslawien)

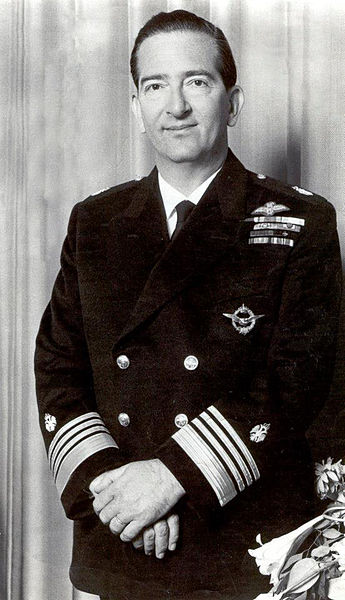
Peter Karađorđević als Thronprätendent (1966)

Peter II. Karađorđević (serbisch-kyrillisch Петар II Карађорђевић/Petar; * 6. September 1923 in Belgrad; † 3. November 1970 in Denver, Colorado, Vereinigte Staaten) stammte aus dem Haus Karađorđević und war von 1934 bis 1945 der letzte König von Jugoslawien.

## Leben
Peter war der älteste Sohn von König Alexander I. von Jugoslawien und Prinzessin Maria von Rumänien, Tochter von König Ferdinand I. von Rumänien aus dem Hause Hohenzollern-Sigmaringen.
Im Oktober 1934 starb sein Vater nach einem Attentat und Peter folgte ihm mit elf Jahren als Peter II. auf den Thron. Die Staatsgeschäfte führte der Cousin seines Vaters, Prinz Paul.
Am 25. März 1941 trat Paul auf deutschen Druck hin dem Dreimächtepakt bei; zwei Tage später fand in Belgrad ein – von Großbritannien unterstützter – pro-britischer Militärputsch statt, der den Regentschaftsrat absetzte und König Peter für volljährig und damit für regierungsfähig erklärte. Die eigentliche Macht lag jedoch bei der neuen Regierung unter General Simović, die gegenüber Hitler-Deutschland zu einer neutralen Politik zurückzukehren versuchte. Hitler akzeptierte diese faktisch Großbritannien nutzende Kehrtwende aber nicht und begann am 6. April 1941 den militärischen Angriff auf Jugoslawien und Griechenland. Wenige Tage später musste die Armee kapitulieren.
Zusammen mit der Regierung floh König Peter II. außer Landes. 1943 verboten ihm die Kommunisten die Rückkehr. Im Londoner Exil heiratete er am 20. März 1944 Prinzessin Alexandra von Griechenland (1921–1993), Tochter des ehemaligen Königs Alexander I.; am 17. Juli 1945 wurde Sohn Alexander geboren.
Nach dem Sieg der Alliierten und der Wiederherstellung Jugoslawiens musste er, trotz kurzfristiger Rückkehrhoffnungen, im November 1945 auf den Thron verzichten und übergab die Macht an die Reichsverweser Srđan Budisavljević, Ante Mandić und Dušan Sernec. Nach der Ausrufung der „Föderativen Volksrepublik Jugoslawien“ durch den neuen kommunistischen Machthaber Josip Broz Tito im November 1945 emigrierte Ex-König Peter II. dann in die USA.
Peter Karađorđević starb im November 1970 im Krankenhaus von Denver nach einer misslungenen Lebertransplantation. Bestattet wurde er in der St. Sava Monastery Church von Libertyville, einem Vorort von Chicago. Seine Gebeine wurden im Januar 2013 nach Serbien überführt, wo sie gemeinsam mit denen seiner Frau und seiner Mutter am 26. Mai 2013 in einer feierlichen Zeremonie in der Familiengruft in der  St. Georgs-Kirche auf dem Oplenac beigesetzt wurden.
Sein Sohn Alexander lebt seit etwa 2001 wieder in Belgrad.

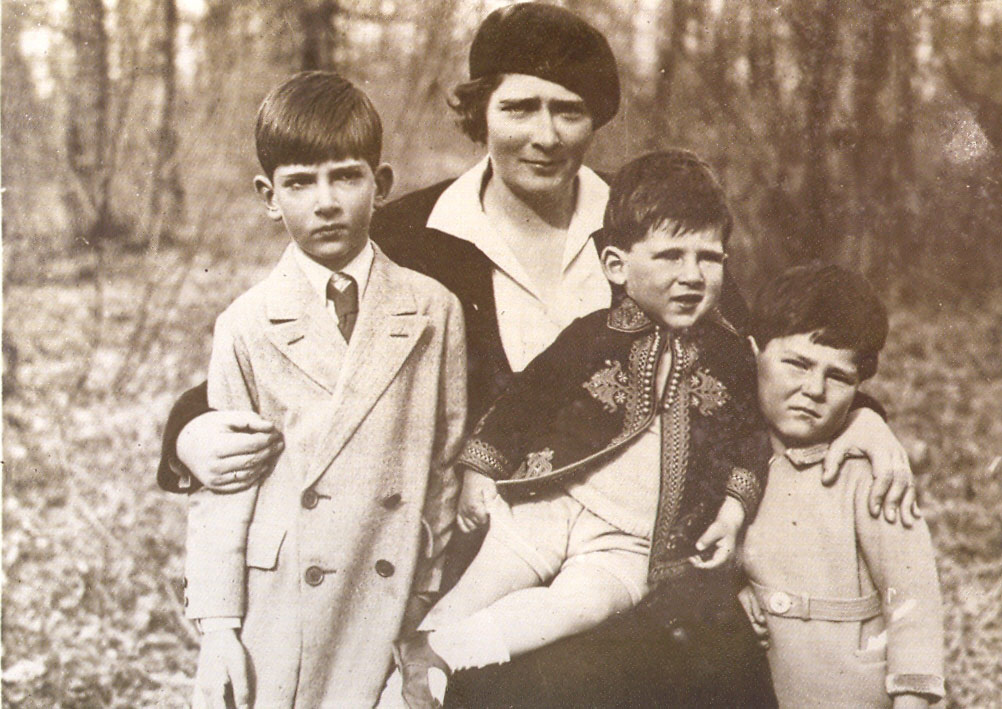
Mit seiner Mutter und den jüngeren Brüdern Andreas und Tomislaw (um 1931)
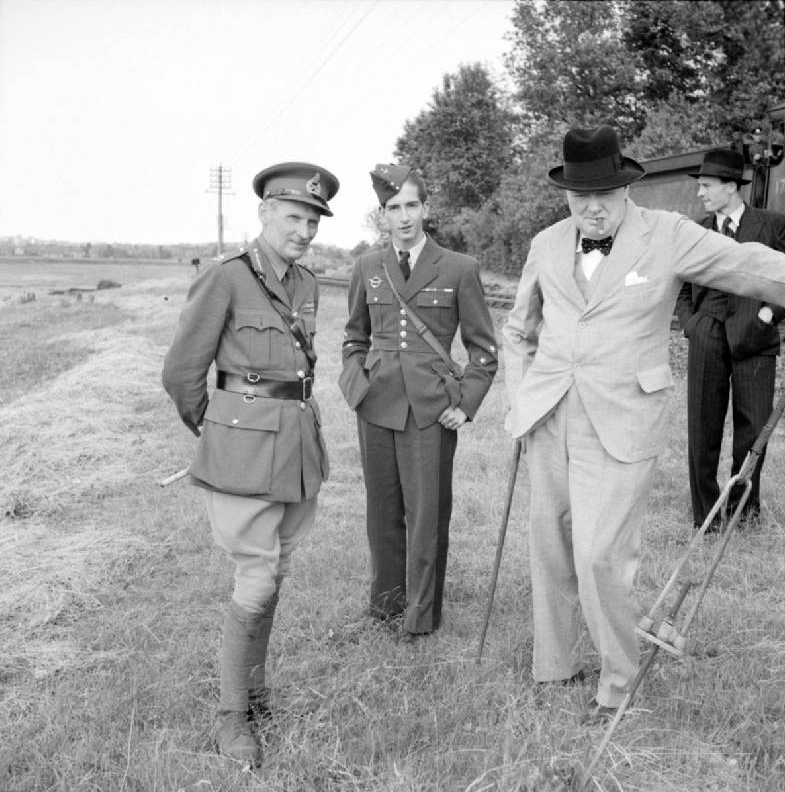
1941 mit Bernard Montgomery und Winston Churchill
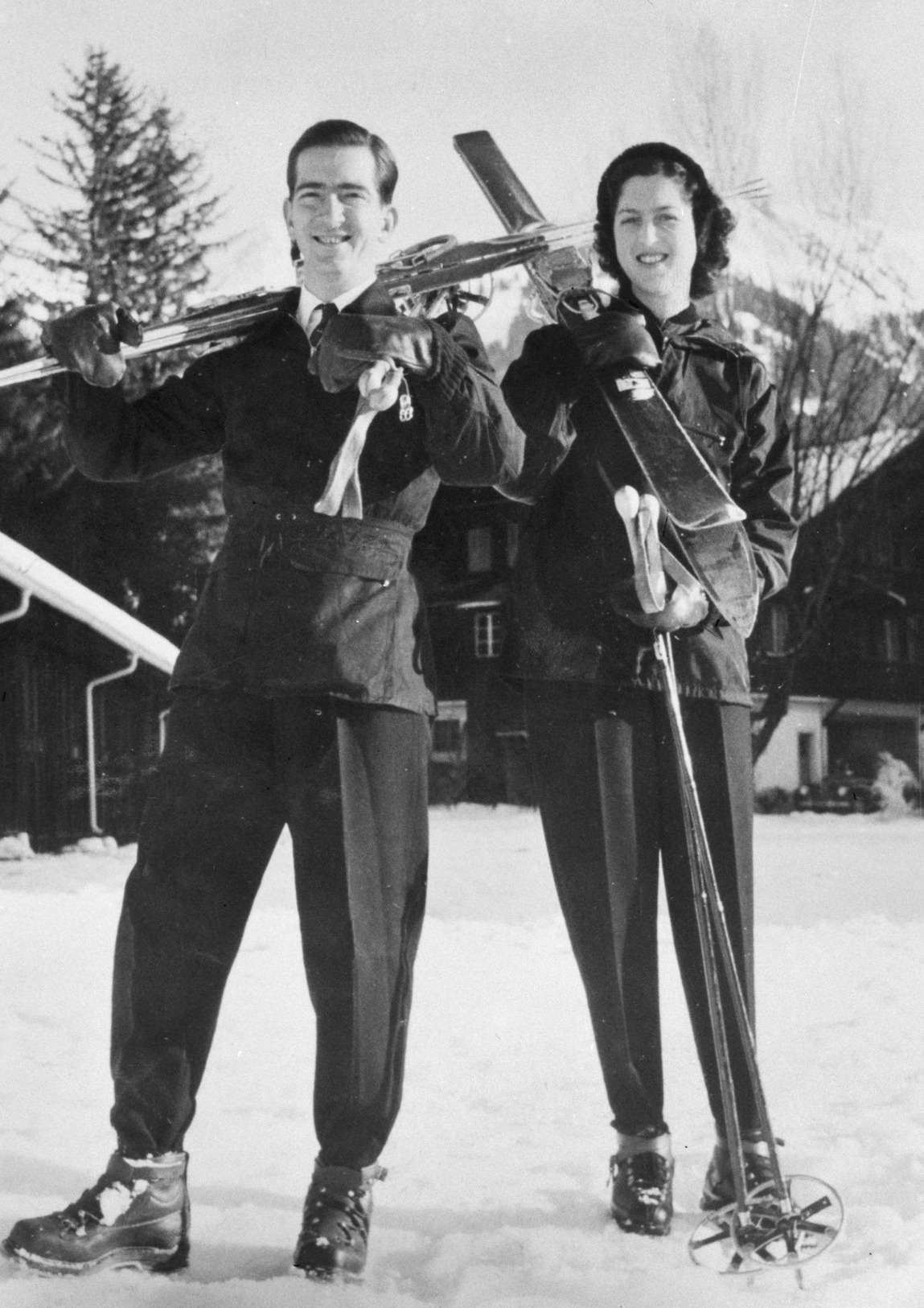
Nach Versöhnung mit seiner Frau 1963 gemeinsam im Skiurlaub in Gstaad
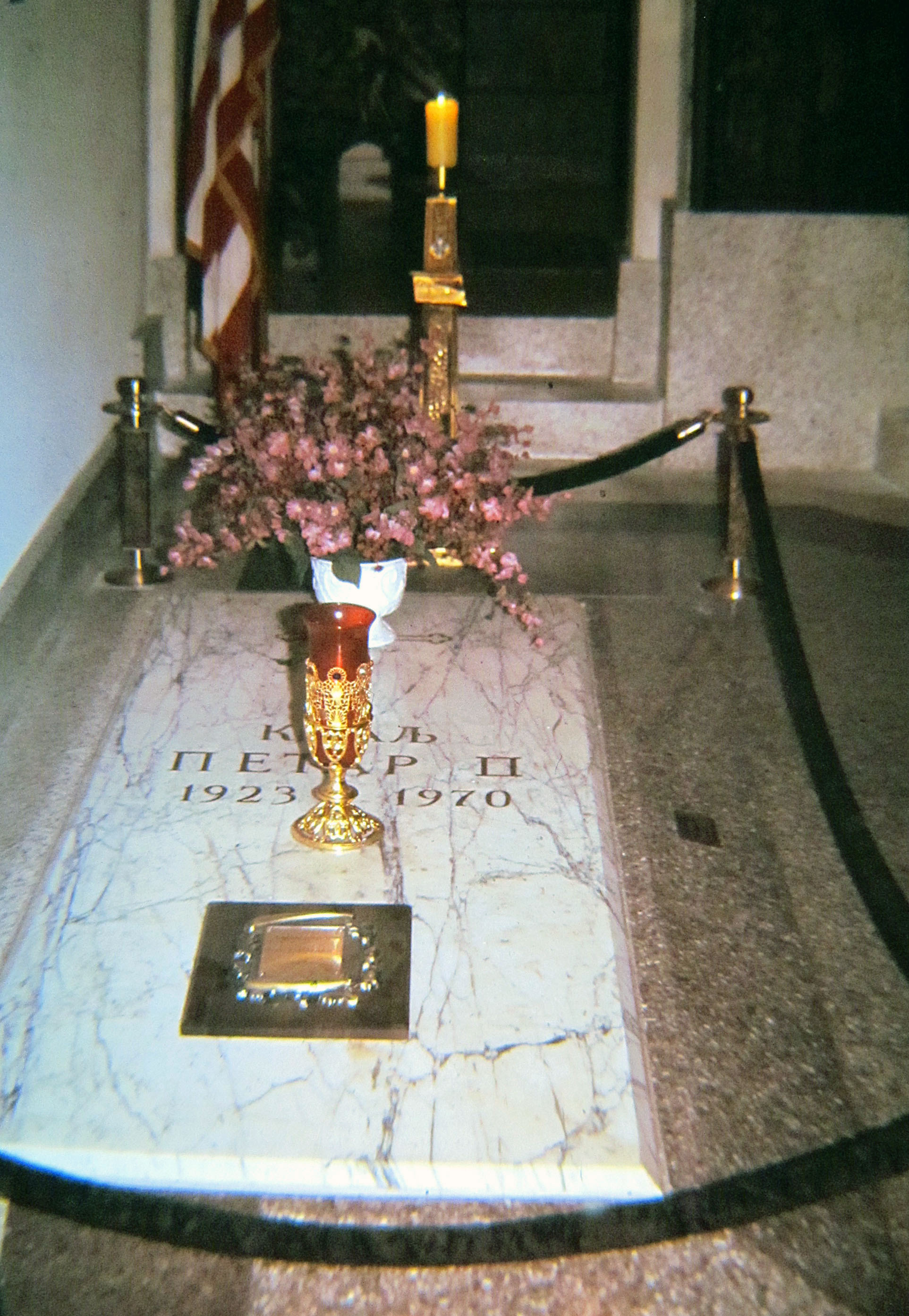
Ehemaliges Grab Peter Karađorđevićs in Libertyville
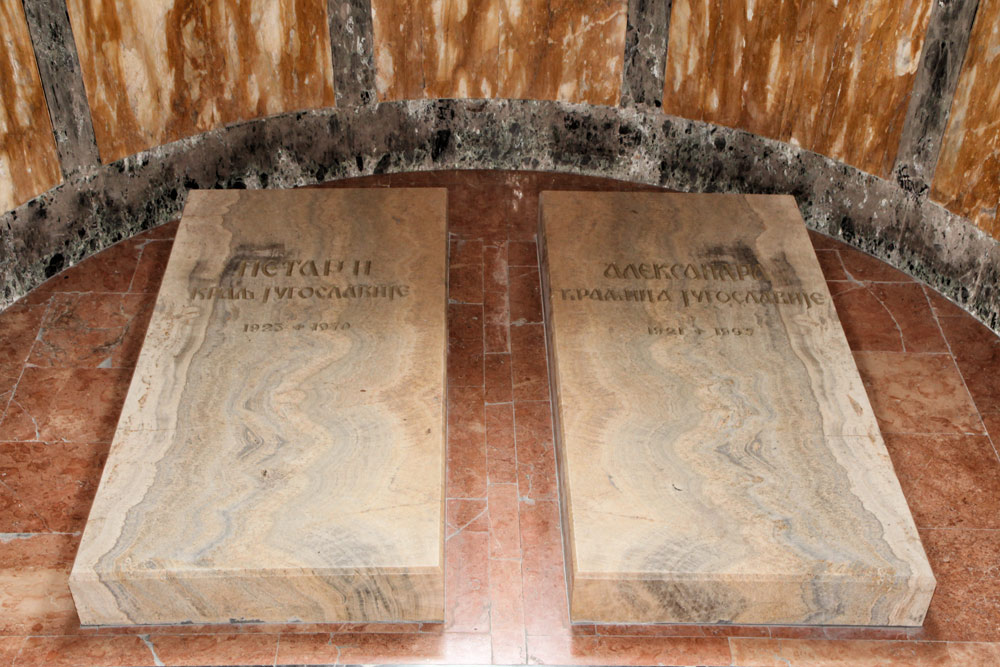
Grab in der Krypta der St. Georgs-Kirche auf dem Oplenac